# Albert Schmid (Physiker)

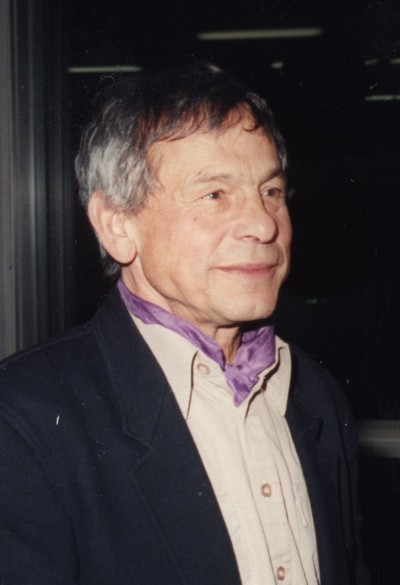
Albert Schmid

Albert Schmid (* 9. November 1929 in Biberach an der Riß; † 31. Januar 1998) war ein deutscher theoretischer Festkörperphysiker und Hochschullehrer an der Universität Karlsruhe (TH), dem heutigen Karlsruher Institut für Technologie (KIT).
Schmid ging in Biberach zur Schule und studierte Physik an der TH Karlsruhe mit dem Diplom 1956. Er arbeitete damals experimentell in der Atom- und Plasmaphysik und wurde 1960 in Karlsruhe promoviert. Danach war er Assistent in der Arbeitsgruppe Theoretische Physik der TH Karlsruhe und habilitierte sich 1966 über zeitabhängige Ginzburg-Landau-Theorie von Supraleitern. 1964/65 war er an der University of Illinois at Urbana-Champaign bei John Bardeen und 1968/69 an der Universität Helsinki. 1970 wurde er ordentlicher Professor an der neu gegründeten Universität Dortmund und ab 1976 war er Professor in Karlsruhe, wo er das Institut für Kondensierte Materie gründete und bis zur Emeritierung 1994 leitete.
1979/80 war er Gastwissenschaftler an der University of California, Santa Barbara, 1983/84 an der Universität Kopenhagen (Ørsted Institut) und 1998/99 an der University of Florida in Gainesville.
Er befasste sich mit dynamischen kritischen Fluktuationen in Supraleitern, kinetischer Theorie der Supraleiter im Nicht-Gleichgewicht, Quantenmechanik dissipativer Systeme und Elektronentransport in ungeordneten Systemen (was ihn auch zu einem Pionier in mesoskopischer Physik machte).
1993 erhielt er den Fritz London Memorial Prize.
Zu seinen Doktoranden gehörte Gerd Schön.